# Фемінізм в Ірані

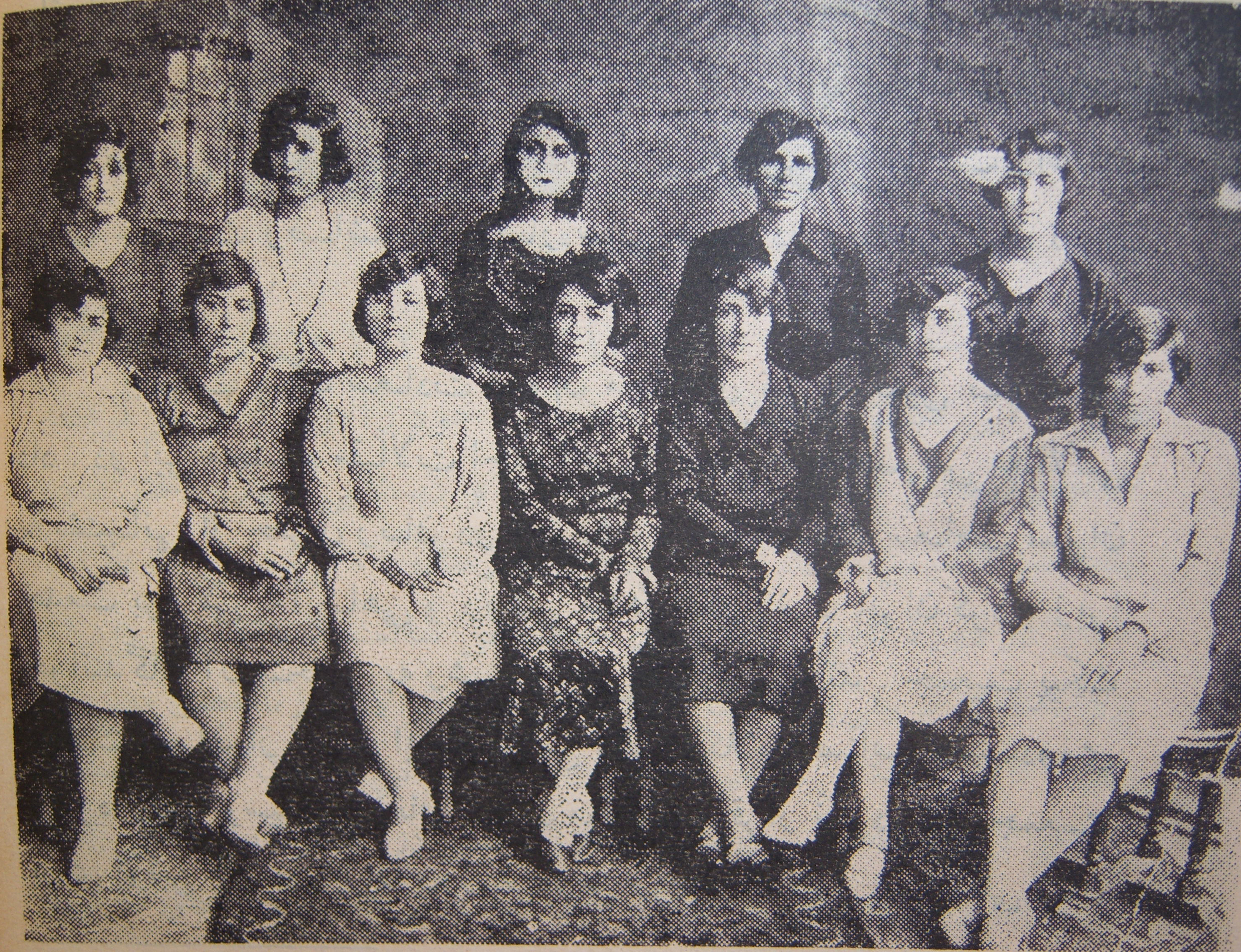
Рада директорок "Jam'iat e nesvan e vatan-khah", асоціації з прав жінок в Тегерані (1923-1933)

Іранський фемінізм (перс .: جنبش زنان ایران) є іранським жіночим рухом за права жінок. Зародився після Перської конституційної революції в 1910 році, коли вийшов перший Жіночий журнал. Тривав до 1933 року, коли останню жіночу асоціацію розпустив уряд шаха Реза Пахлаві, і знову посилився після Іранської революції (1979).
У період з 1962 по 1978 рр. іранські феміністки здобули право голосу для жінок (у 1963, за часів Білої революції шаха Мухаммада Реза) та посідати державні посади. В 1975 році "Закон про захист сім'ї" передбачав розширення прав на розлучення і опіку та обмеження чоловічої полігамії.
Права жінок було обмежено з часів Ісламської революції 1979 року, коли було встановлено кілька законів, як-от запровадження обов'язкового публічного дрескоду для жінок. У листопаді 2016 року в парламенті Ірану було всього 6 % жінок (коли середній показник у світі становив біля 23%).
Феміністки в Ірані продовжують боротися за реформи, особливо в рамках Кампанії на мільйон підписів (One Million Signatures Campaign) за припинення дискримінації жінок.

## Після Конституційної революції: початок
Іранська конституційна революція з 1905 по 1911 викликала перші усвідомлення щодо відсутности у жінок базових прав, що призвело до створення товариств і журналів. Жіноче письменство в ту епоху, переважно через газети та періодичні видання, є одним з найцінніших джерел інформації про рух. Крім того, іранки були обізнані про стан жінок та освітні можливості в інших регіонах і надихалися ними.

### Освіта
Активістки визначили освіту головною в справі поступу. Їх публічний аргумент полягав у тому, що освіта іранських жінок загалом була б на користь Ірану, щонайменше для матерів, які могли б виховувати кращих дітей для країни. На початку століття іноземні місіонери заснували першу школу для дівчат, яку відвідували переважно представниці релігійних меншин. Хіджі-Мірза Хассан Рошдіе і Бібі Ханум Астарабаді пізніше теж заснували школи для дівчат, але обидві швидко припинили існування. Врешті, у 1918 році, через роки приватних та нерегульованих шкіл, уряд надав кошти на створення 10 початкових шкіл для дівчат та коледжу для викладачок. З 1914 по 1925 роки жіночі публікації висвітлювали також інші теми, такі як дитячі шлюби, фінансові права та правовий статус жінки.

### Товариства та організації
У 1906, незважаючи на відмову парламенту у їх проханні, жінки створили кілька організацій, серед яких «Товариство свободи жінок», які збиралися таємно, доки на них не почали нападати. Патріотичну жіночу лігу (Jam'iat e nesvan e vatan-khah) було засновано приблизно в 1918 році. У 1922 році Мохтарам Ескандарі створила "Патріотичну жіночу організацію". Засновницю заарештували, а її будинок спалили. Фемактивістка Зандохт Ширазі організувала «Жіноче революційне об’єднання». Під час цього раннього етапу феміністичного руху причетні до нього жінки були дочками, сестрами і дружинами відомих конституціоналістів. Як правило, вони були з освічених сімей середнього класу. Низький статус жінок та таємність багатьох організацій та товариств обмежили кількість даних з цього питання.

## Епоха Реза Пахлаві (1925–1941)
Перші успіхи жінки здобули в освіті: у 1928 вони отримали фінансову підтримку для навчання за кордоном; в 1935 р. змогли вступати до Тегеранського університету. В 1944 році освіта стала обов'язковою для дівчат. У 1932 році в Тегерані був організований другий Конгрес жінок Сходу, іранські активістки зустрілися з активістками з Лівану, Єгипту, Індії та Іраку.  У 1936 р. шах Реза Пахлаві встановив закон Кашф-е-хіджаб: дуже суперечливу політику "відсутности" дрескоду, що змусила багатьох жінок залишатися в будинках, бо виходити "закритими" означало зазнати цькування поліцією, але також спричинила десегрегацію в деяких верствах суспільства.

## Епоха Мохаммеда Реза Пахлаві (1941–1979)

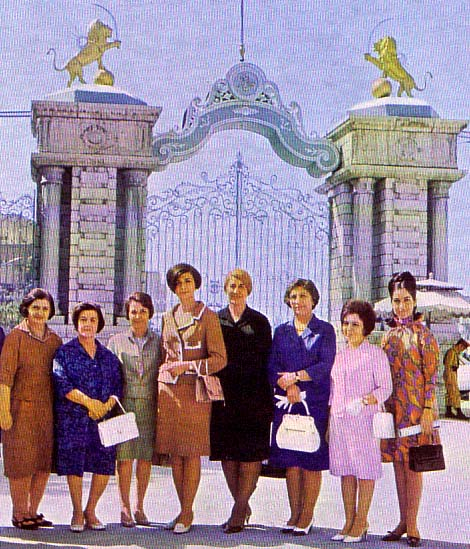
Парламентарки Ірану перед воротами парламенту (Бахарестан), середина 1970-х

У 1940-х роках спостерігається підвищення обізнаности щодо ролі жінки в суспільстві. В 1950-х засновано численні організації з прав жінок, серед яких Новий шлях (Rah-e Now), заснована Мерангізою Довлатшахі у 1955 р., та Жіноча ліга прихильниць Декларації прав людини, заснована Сафіє Фіруз у 1956 р. У 1959 р. п'ятнадцять жіночих організацій утворили федерацію Вища рада жіночих організацій в Ірані, яка зосередила свої зусилля на виборчому праві для жінок.
Незважаючи на чимале протистояння священнослужителів, іранки вибороли виборче право в 1963 р., коли національний референдум показав загальну підтримку програми реформ, відомої як Біла революція, що включала допуск жінок до виборів та можливість висувати свої кандидатури на державні посади. Шість жінок пройшли до парламенту.
Наприкінці 1960-х жінки вступили до дипломатичного корпусу, судової влади та міліції та революційного службового корпусу (освіта, охорона здоров'я та розвиток): в 1968 році Фаррохроо Парса стала Міністеркою освіти (першою з жінок посіла посаду положення кабінету); у 1969 р. судову владу було відкрито для жінок (призначено п'ять суддів-жінок), серед яких майбутня лауреатка Нобелівської премії Ширін Ебаді. Жінки обиралися до міських, міських та повітових рад.
Шукаючи спосіб досягти більш життєздатної організаційної структури жіночої діяльності, коаліція жіночих груп формує Жіночу Організацію Ірану в 1966 році.

### Жіноча організація Ірану
Хоча Жіночу Організацію Ірану підтримувала принцеса Ашраф Пахлаві (близнючка Шаха), іранкам та ЖОІ довелося боротися за кожне найменше покращення свого життя. Жіноча Організація Ірану була неприбутковою, працювала переважно через волонтерок. Її цілі полягали у заохоченні освіти жінок до змін, забезпеченням економічної незалежности жінок, водночас лишаючись в дусі ісламу та культурних традицій нації. Вона працювала через місцеві відділення та Жіночі центри, які надавали корисні послуги: класи грамотності, професійне навчання, консультування, спортивні та культурні заходи, догляд за дітьми.
Однією з головних перемог ЖОІ був Закон про захист сім'ї 1975 року. Він надав жінкам рівні права у шлюбі та розлученні, посилив права жінок на опіку над дітьми, збільшив мінімальний вік шлюбу до 18 років для жінок та 20 років для чоловіків, та практично ліквідував багатоженство. Аборт також було узаконено. Усі трудові закони та положення були переглянуті для усунення дискримінації за статтю та досягнення рівної оплати за рівну працю. Жінок заохочували балотуватися на політичні посади.
До 1978 року майже 40% дівчат від 6 років були грамотними; в селах викладали понад 12 тис. корпусів грамотності; 33% студентів університету становили жінки, і більше жінок, ніж чоловіків, склали вступний іспит до школи медицини. 333 жінки були обрані до місцевих рад, 22 жінки були обрані до парламенту, а 2 - у сенат. Одна жінка стала виборною міністеркою кабінету міністрів (у справах жінок), 3 заступниці секретаріату, одна губернаторка, посолка та п’ять жінок були головами міських адміністрацій.
Іран зарекомендував себе як передовика в сфері прав жінок серед країн, що розвиваються, запровадивши ідеї та кошти для Регіонального центру досліджень і розвитку ООН для Азії та Тихого океану та Міжнародного центру досліджень жінок.

## Ісламська революція:беклеш
Після Ісламської революції в лютому 1979 року статус жінки суттєво погіршився. Значна участь жінок у революції 1978–79 рр. була частково результатом мобілізаційних зусиль жіночої організації в попередні десятиліття, включаючи діяльність ЖОІ наприкінці 1960-х і 70-х років, протягом яких жінки усвідомлювали свою колективну політичну владу. Жінки вийшли на підтримку більш вільної, егалітарної влади.
З плином часу деякі права, здобуті жінками, систематично вилучалися за допомогою законодавства, наприклад, примусового носіння хіджабу, зокрема чадри. Незабаром після революції з'явилися чутки про примус до хіджабу та скасування деяких прав жінок, захищених "Актом захисту сім'ї", з аргументацією, нібито ці права "проти ісламу". Деякі державні чиновники спростували чутки, і багато жінок відмовилися прийняти це. Однак невдовзі чутки справдилися.
Був скасований новий сімейний закон, і "покривання тіла" стало обов'язковим. політична діячка Фаррохро Парса, перша жінка, яка служила в іранському кабінеті, публічно відмовилась повернутися до замотування і схилитися перед регресом. Її стратили. Закон про примусові покривання зустріли протестами неоднорідні групи жінок. Демонстрації мали на меті не розширити права жінок в Ірані, а просто зберегти вже здобуті. Існували три основні колективні спроби висловити занепокоєння:
1. П’ятиденна демонстрація з 8 березня 1979 року.
2. Конференція Єдності жінок у грудні 1979 року.
3. Демонстрації після указу Аятоли Хомейні про усунення будь-якого символу чи практики, що нагадує правило шаха. Наслідком цього указу був примусовий хіджаб.

Ці колективні спроби, як і менш значні, зустріла не лише опозиція ісламських консерваторів, але й опір лівих та правих політичних груп. Насправді більшість лівих груп не мали чітко сформованого бачення чи плану забезпечення прав жінок. Стан жінок, як вважалося, буде покращуватися автоматично шляхом встановлення ідеального соціалістичного/комуністичного суспільства.
Аспекти ісламського права, що стосуються жінок, можна побачити у статтях 20 та 21 Конституції 1979 р., сьогодні відомо щонайменше два прояви ісламського права: забивання камінням та багатоженство.

## Активізм ХХІ століття
Вперше після Ісламської революції кілька жінок в 1997 році змогли потрапити на стадіон, щоб подивитися футбольний матч. Жіночі юридичні консультанти були представлені у спеціальних сімейних судах.
У 2006 році розпочато кампанію щодо збору мільйона підписів на підтримку зміни дискримінаційних законів проти жінок в Ірані та реформування сімейних законів, задля звернення до Парламенту з проханням переглянути та реформувати чинні закони, які дискримінують жінок. Ще одна кампанія "Зупинимо побиття камінням назавжди".
За всіма даними, ступінь мобілізації та свідомості серед жінок в Ірані є надзвичайною. Рух за права жінок є яскравим і добре організованим. Руху також приписують дуже розумне використання інформаційно-комунікаційних технологій.
Активна участь багатьох жінок в революції допомогла розбудити політичний потенціал жінок, і багато жінок середнього класу все активніше підтримували фемінізм. Також посилилося протистояння політиці, яка санкціонувала багатоженство, тимчасовий шлюб, вільне розлучення для чоловіків та опіку над батьками. Активність та публічність принесла деякі правові засоби боротьби жінкам, наприклад, обмеження права чоловіка заважати дружині отримати роботу, та новий шлюбний контракт, який давав жінкам право на розлучення. Судді стали більш прихильними до жіночих питань.
Оскільки більшість іранських дівчат отримували освіту у 1980-х, а уряд відкрив вищу релігійну освіту для жінок, деякі з них оволоділи технічними формами ісламської аргументації, які допомогли у боротьбі за лібералізацію прав жінок. Крім того, багато жінок стали успішними підприємицями та працювали в інших помітних професіях, включаючи парламент. В інтерв'ю в 1996 році світський юрист Мехрангіз Кар заявив: "Революція дала жінкам впевненість у собі. Зі всіх жертв, які вони принесли, іранські жінки знають, скільки їм зобов’язані нинішні та майбутні володарі. Ісламський уряд не може цього уникнути, не ризикуючи жорстоким поділом держави та релігії».

## Іранський фемінізм
Іранські феміністки поділилися на дві течії після 1979 року. Деякі вважають, що ісламізація призвела до «маргіналізації» жінок. Інші вважають, що завдяки динамічній природі ісламського права в Ірані сформувалася унікальна феміністська свідомість. Обидва ці погляди дискутуються.
Серед активісток за права жінок в Ірані слово фемінізм має різні значення, спостерігається велика різниця між тими, кого називають світськими феміністками та ісламськими.

### Жіночі дослідженняв Ірані
Зусиллями феміністок в Ірані в 2001 році університет Алламе Табатабайі, Університет Тарбіат Модарес та Університет Альзахра ініціювали програми жіночих досліджень на рівні магістра мистецтв, незабаром і Тегеранський університет відкрив подібний університетський курс на здобуття наукового ступеня. Існує три підспеціальності: жінки та сім’я, історія жінки та права жінок в ісламі. Зазначається, що ці програми необхідні, щоб спробувати виправити частину шкоди, завданої століттями панування негативних поглядів на жінок, соціологічно та гуманістично та інших негараздів, яких зазнали жінки в Ірані

## Персоналії
Деякі з активісток:
- Táhirih also called Qurratu l-ʿAyn, Fatimah Baraghani (1814 or 1817 – August 16–27, 1852)
- Zahra Khanom Tadj es-Saltaneh (daughter of Naser al-Din Shah)  (1883–1936)
- Bibi Khanoom Astarabadi (1859–1921)
- Touba Azmoudeh (1878–1936)
- Sediqeh Dowlatabadi (1882–1962)
- Mohtaram Eskandari (1895–1924)
- FakhrAfagh Parsa (1898-?)
- Roshank No'doost (1899-?)
- Fakhr ozma Arghoun (1899–1966)
- Shahnaz Azad (1901–1961)
- Noor-ol-Hoda Mangeneh (1902-?)
- Zandokht Shirazi (1909–1953)
- Maryam Amid (Mariam Mozayen-ol Sadat) (?-1919)
- Farrokhroo Parsa (1922)
- Mahnaz Afkhami (1941)
- Mehrangiz Kar (1944)
- Azam Taleghani (1944)
- Zahra Rahnavard (1945)
- Fatemeh Karroubi (1949)
- Shahla Sherkat (1956)
- Mahboubeh Abbasgholizadeh (1958)
- Roya Toloui (1966)
- Parvin Ardalan (1967)
- Noushin Ahmadi Khorasani (1970)
- Sheema Kalbasi (1972)
- Golbarg Bashi (1974)
- Shadi Sadr (1974)
- Atena Farghadani (1987)
- Faezeh Hashemi Rafsanjani (1962)
- Shokufeh Kavani (1970)
- Bahareh Hedayat (1981)
- Forough Azarakhshi (1904)
- Elaheh Koulaei (1956)
- Mastoureh Afshar (1898)